# Gboawon
Gboawon är en klan i Liberia.   Den ligger i regionen Grand Gedeh County, i den östra delen av landet, 400 km öster om huvudstaden Monrovia.